# Meu Amigo o Dragão
Pete's Dragon (bra/prt: Meu Amigo o Dragão) é um filme em live-action e animação estadunidense de 1977, dos gêneros fantasia, aventura e comédia, dirigido por Don Chaffey, com roteiro escrito por Malcolm Marmorstein.

## Enredo
No início de 1900, um jovem órfão chamado Pedro, abandona sua família abusiva, os Gogans, com a ajuda de um enorme dragão chamado Elliott, que pode tornar-se invisível. Pedro e Elliott visitam uma pequena vila de pescadores chamada de Passamaquoddy, onde o invisível Elliott sem jeito faz com que Pedro seja rotulado como uma fonte de má sorte. Lampie, o bêbado velho faroleiro, é expulso de uma taberna e encontra Pedro. Elliott torna-se visível, e Lampie apavorado corre para o salão, para alertar os moradores da cidade. Em uma caverna à beira-mar, Pedro repreende Elliott por causar problemas. Depois que eles se recompõem, Nora, a filha de Lampie, aparece. Ela diz que, devido às contínuas marés, é inseguro para Pedro ficar. Ela lhe oferece comida e abrigo no farol, o que Pedro aceita. Pedro conta para Nora as coisas que sofreu nas mãos dos Gogans e, como Nora oferece para deixá-lo passar a noite no farol, eles iniciam uma amizade. Pedro descobre a história do noivo de Nora, Paulo, cujo navio foi dado como perdido no mar o ano anterior. Pedro promete falar com Elliott sobre Paulo e Nora aceita, acreditando que Elliott é um amigo imaginário.
Na manhã seguinte, o Dr. Terminus, um charlatão, e seu serviçal, Hoagy, chegam e conquistam o povo crédulo, que estava inicialmente irritado por seu retorno. Os pescadores locais se queixam da escassez de peixes e acreditam que Pedro é a causa. Nora diz que os peixes se deslocaram e Pedro deve ser acolhido na cidade. Nora leva-o para a escola, onde ele é punido injustamente pela Senhorita Taylor, a professora rigorosa, como resultado de palhaçadas de Elliott. Furioso, Elliott quebra a escola.
Dr. Terminus, convencido da existência de Elliott e sabendo que a anatomia do dragão tem usos medicinais, faz Pedro uma oferta para Elliott, que ele recusa. Acreditando que ele precisa ficar longe dos Gogans, Nora e Lampie oferecem deixar Pedro viver com eles permanentemente, o que o garoto aceita. Quando os Gogans chegam na cidade a procura de Pedro, Nora se recusa a entregá-lo e, quando os Gogans tentam persegui-los em um pequeno barco, Elliott afunda seu barco, salvando Pedro.
Dr. Terminus vai com os Gogans capturar Pedro e Elliott. Terminus também convence os moradores supersticiosos que, ajudando-o a capturar o dragão, vai resolver seus problemas. Naquela noite, uma tempestade começa a soprar.
No mar, um navio de vela está se aproximando de Passamaquoddy com Paulo a bordo. Dr. Terminus engana Pedro para a casa de barcos, enquanto Hoagy faz o mesmo com Elliott. Uma vez lá, o invisível Elliott descobre Pedro, mas está preso em uma rede. Ele se livra e salva Pedro, em seguida, briga com os Gogans, que fogem em seus vagões. Lena Gogan agita seu boleto de venda em Elliott, que o queima.
Depois que Elliott salva o prefeito, a Senhorita Taylor, o xerife, e outros conselheiros da cidade da queda de um poste, ele se mostra para os habitantes gratos. De volta ao farol, a lâmpada tinha sido extinta por uma tempestade impulsionado um vagalhão. Elliott retorna e tenta acendê-lo com o seu próprio fogo. Quando ele o faz, Nora vê que ele é real. A luz é acesa, e o navio se salva.
Na manhã seguinte, os habitantes enaltecem  Elliott por sua ajuda, e Nora se reúne com Paulo, que foi o único sobrevivente de um naufrágio em Cape Hatteras e sofria de amnésia. Agora que tem uma família amorosa, Elliott diz a Pedro que ele deve ajudar outras crianças em apuros. Pedro conforta Elliott, dizendo-lhe, "Se existe alguém que pode ajudá-lo, você pode". Ele voa para longe com Pedro e sua nova família dando adeus. O filme termina com Pedro lembrando de Elliott outra vez que ele é suposto a ser invisível.

## Elenco
- Helen Reddy como Nora, filha de Lampe que mais tarde adota o Pete/Pedro
- Jim Dale, como o Dr. Terminus, charlatão
- Mickey Rooney como Lampie, bêbado e o pai de Nora
- Red Buttons como Hoagy, serviçal de Dr. Terminus
- Shelley Winters como Lena Gogan, a matriarca dos Gogans
- Sean Marshall como Pete/Pedro, um menino órfão comprado pelos Gogans e por eles tratado como um escravo
- Charlie Callas (voz) como o dragão Elliott
- Charles Tyner como Merle Gogan, o marido de Lena
- Gary Morgan e Jeff Conaway como Grover e Willie Gogan, filhos de Lena e Merle
- Cal Bartlett como Paul, um marinheiro, que desapareceu no mar e noivo de Nora
- Walter Barnes como o Capitão do navio em que Paul retorna para casa
- Jane Kean como Miss Taylor, uma cruel professora que relutantemente assume Pete/Pedro como um estudante
- Jim Backus, como o prefeito de Passamaquoddy

## Números musicais
1. "The Happiest Home in These Hills" – Lena, Merle, Grover, Willie
2. "Boo Bop Bop Bop Bop (I Love You, Too)" – Pete, Elliott
3. "I Saw a Dragon" – Lampie, Nora, Townsmen
4. "It's Not Easy" – Nora, Pete
5. "Passamaquoddy" – Dr. Terminus, Hoagy, Townsfolk
6. "Candle on the Water" – Nora
7. "There's Room for Everyone" – Nora, Pete, Children
8. "Every Little Piece" – Hoagy, Dr. Terminus
9. "Brazzle Dazzle Day" – Nora, Lampie, Pete
10. "Bill of Sale" – Nora, Lena, Merle, Grover, Willie
11. "I Saw a Dragon (Reprise)" – Townsmen
12. "Brazzle Dazzle Day (Reprise)" – Pete, Nora, Lampie, Paul

## Remake
Em março de 2013, a Disney anunciou um remake do filme, escrito por David Lowery e Toby Halbrooks, o diretor/roteirista e coprodutora (respectivamente) do sucesso de Sundance, Ain't Them Bodies Saints (2013). Ele reimagina uma venerável história familiar da Disney e vai ser apresentado como um simples drama, em vez de um musical. A fotografia principal começou em janeiro de 2015, na Nova Zelândia, com Lowery na direção. Ele foi lançado em 12 de agosto de 2016.